# Jacquemontia browniana
Jacquemontia browniana är en vindeväxtart som beskrevs av Ooststr. Jacquemontia browniana ingår i släktet Jacquemontia och familjen vindeväxter. Utöver nominatformen finns också underarten J. b. grandiflora.